# Bainville-aux-Miroirs
Bainville-aux-Miroirs è un comune francese di 354 abitanti situato nel dipartimento della Meurthe e Mosella nella regione del Grand Est.

## Società

### Evoluzione demografica
Abitanti censiti